# Asarum tabatanum
Asarum tabatanum är en piprankeväxtart som beskrevs av T.Sugaw.. Asarum tabatanum ingår i släktet hasselörter, och familjen piprankeväxter. Inga underarter finns listade i Catalogue of Life.